# ضاعن جمعة
ضاعن جمعة التميمي (1949-25 يوليو 2024)،  ممثل إماراتي.   

## حياته
ينتمي إلى الرعيل الأول وهو أحد رواد الفن في الإمارات الذي أسهم في التأسيس لنهضة الدراما الإماراتية والخليجية من خلال جملة من الأعمال الفنية التي قدمها في المسرح والتلفزيون إلى جانب الفنانين سلطان الشاعر ومحمد الجناحي وجابر نغموش وأحمد الجسمي وغيرهم من الفنانين. بدأ مسيرته الفنية عام 1971، مع أوبريت «الغوص» الذي قام بتأليفه، وقُدِم في اليوم الوطني الأول لاتحاد الإمارات، كما قدم العديد من الأعمال الفنية في المسرح والتلفزيون.   

## أعماله

### المسلسلات التلفزيونية
- ساعة الصفر2016 - مسلسل [11]

- زمن الطيبين2015 - مسلسل [12]

- عام الجمر2015 - مسلسل [13]

- وديمة وحليمة 2013 - مسلسل [14]

- ظلال الماضي2011 - مسلسل [15]

- بنات شما2010 - مسلسل [16]

- الجيران2009 - مسلسل

- أصابع الزمن1982 - مسلسل

- الغوص1978 - مسلسل

- الشقيقان1976 - مسلسل
- قوم عنتر _ 1974 _ مسلسل

- فوازير جحا1974 - مسلسل

### المسرحيات
- طبيب رغما عنه